# Charles de Champs
Charles Léon de Champs, född den 10 oktober 1873 i Stockholm, död där den 17 februari 1959, var en svensk sjöofficer (viceamiral) och marinchef 1937–1939.

## Biografi
de Champs genomgick Kungliga Sjökrigsskolan 1887–1893. Han blev underlöjtnant vid flottan 1893, löjtnant 1896, kapten 1902, kommendörkapten av andra graden 1915, av första graden 1917, kommendör 1923, konteramiral i marinen 1927, konteramiral vid flottan och befälhavare amiral och stationsbefälhavare i Karlskrona 1928–1933, stationsbefälhavare i Stockholm 1933–1936, viceamiral 1934, i reserven 1939 och chef för marinen 1936–1939. de Champs blev den förste chef för marinen vid en för marinen mycket brydsam tid. Frågorna om ersättning av föråldrade fartyg och om flottstationens förflyttning från Skeppsholmen var ännu olösta och pockade på snara åtgärder.
Han genomgick Kungliga Tekniska högskolans (KTH) fackskola för maskinbyggnadskonst och mekanisk teknologi 1896-1899, tjänstgjorde i marinförvaltningen 1899–1908, kontrollofficer vid Stockholms Vapenfabrik 1900, sakkunnig vid internationella gnisttelegrafkonferensen i Berlin 1906, tjänstgörande officer hos hertigen av Södermanland 1905–1908, tjänstgöring i marinstaben 1908–1915, marinattaché vid beskickningen i Tokyo och Peking 1908–1910 och i London 1914–1917, avdelningschef för marinstabens kommunikationsavdelning 1916–1919, stabschef i befälhavande amiralens i Karlskronas kommendantstab 1919–1923, flaggkapten i högste befälhavare vid kustflottans stab 1923–1925, inspektör för ubåtsvapnet 1926–1928, ordförande i direktionen över flottans pensionskassa 1928–1933 och militär ledamot av Högsta domstolen 1933–1937.
de Champs blev 1913 ledamot i Kungliga Örlogsmannasällskapet (hedersledamot 1927) och 1919 ledamot av Kungliga Krigsvetenskapsakademien. Han var ordförande i Sjöofficerssällskapet i Stockholm 1933–1936. Vidare var de Champs medlem av Riksföreningen Sverige–Tyskland.
de Champs var son till kommendörkapten Charles Eugène de Champs och Eva Skytte af Sätra samt bror till Henri de Champs. Han gifte sig den 26 november 1919 med Ida Elisabeth Uggla (född 20 januari 1897 i Göteborg), dotter till kontorschefen där Karl Vilhelm Valfrid Uggla och Julia Amelie Nordwall.

## Utmärkelser
de Champs utmärkelser:
- Konung Oscar II:s och Drottning Sofias guldbröllopsminnestecken (OIISGbmt)
- Minnestecken med anledning av Kronprins Gustafs och Kronprinsessan Victorias silverbröllop (GVSbm)
- Kommendör med stora korset av Svärdsorden (KmstkSO)
- Riddare av Nordstjärneorden (RNO)
- Riddare av Vasaorden (RVO)
- Storkorset av Danska Dannebrogorden (StkDDO)
- Storkorset av Spanska orden El mérito naval (StkSpMerNavO)
- Storofficer av Nederländska Oranien-Nassauorden med svärd (StOffNedONO m sv)
- Kommendör av 1. klass av Spanska Isabel la catolicas orden (KSpICO1kl)
- Kommendör av 2. klass av Finlands Vita Ros’ orden (KFinlVRO2kl)
- Kommendör av Tunisiska orden Nichan-Iftikhar (KTunNI)
- 2. klass, 3. graden av Kinesiska Dubbla drakorden (KinDO2kl3gr)
- 3. klass av Turkiska Osmanié-orden (TOO3kl)
- Riddare av Franska Hederslegionen (RFrHL)
- 4. klass av Japanska Uppgående solens förtjänstorden (JUSO4kl)
- Riddare av Storbritanniska Victoriaorden (RStbVO)